# Maxim Gawrilin
Maxim Gawrilin (* 28. Januar 1981) ist ein russischer Fußballschiedsrichterassistent.
Gawrilin leitet seit der Saison 2011/12 Spiele in der russischen Premjer-Liga. Seit 2013 steht er als Schiedsrichterassistent auf der Liste der FIFA-Schiedsrichter und leitet internationale Fußballpartien. Seit der Saison 2014/15 leitet er Spiele in der Europa League, seit der Saison 2019/20 Spiele in der Champions League. 
Gawrilin war unter anderem bei der Europameisterschaft 2021 im Einsatz, bei der er als Schiedsrichterassistent von Sergei Karassjow zusammen mit Igor Demeschko zwei Gruppenspiele und ein Achtelfinale leitete.